# Victor Ribas
Victor Ribas (Seattle, ...) è un batterista statunitense noto soprattutto per essere un ex membro del gruppo musicale Hurt nel periodo compreso tra il 2010 e il 2014.

## Biografia e carriera
Victor Ribas è nato e cresciuto a Seattle, Washington. Iniziò ad entrare in contatto con il mondo della musica a 5 anni, quando i genitori decisero di fargli frequentare delle lezioni di pianoforte. Al suo albero genealogico appartengono un ramo familiare svedese e uno proveniente dall'America latina. Suo padre, nato in Guatemala, si occupava di fisica, fu un buon chitarrista, ed insieme alla moglie giocò un importante ruolo nella formazione musicale di Victor; infatti, in occasione del suo undicesimo compleanno, Victor ricevette la sua prima batteria, e da allora iniziò a suonare, attività che in futuro lo avrebbe portato a girare il mondo. Come detto, Victor crebbe a Seattle, la città più importante per il genere Grunge rock, in cui furono fondati i Nirvana, la band più importante in questo genere, e questo influenzò particolarmente lo stile di Victor. Nel corso della sua adolescenza fu membro di numerose band locali, e si guadagnò un po' di popolarità nella zona. Dopo aver ottenuto il diploma alle scuole superiori, prese parte alla Drum Corporation International (DCI). Nel 2010, fu scelto per sostituire il membro uscente Louie Sciancalepore, nel ruolo di batterista. Da quel momento in poi Victor iniziò a viaggiare seguendo i vari tour della band. 

## Stile
Le radici del suo stile musicale appartengono al rock and roll, jazz, musica latina e contemporanea. Peraltro è stato molto influenzato durante la sua crescita dal Grunge, dovuto al fatto che è nato e cresciuto nella città di Seattle, considerata da molti la capitale di questo genere.

## Discografia

### Con gli Hurt
- 2012 – The Crux